# Condado de Tuscola (Michigan)
O Condado de Tuscola é um dos 88 condados do estado americano de Michigan. A sede do condado é Caro, e sua maior cidade é Vassar (embora Caro, que é uma vila, seja a maior área urbana).
O condado possui uma área de 2 367 km² (dos quais 263 km² estão cobertos por água), uma população de 58 266 habitantes, e uma densidade populacional de 28 hab/km² (segundo o censo nacional de 2000).